# Жуйков, Александр Николаевич
Александр Николаевич Жуйков (1 сентября 1947, Томск) — советский футболист, полузащитник, защитник. Мастер спорта СССР (1971). Тренер.

## Биография
Родился в Томске, с трёх лет стал жить в Алма-Ате. С 12 лет стал заниматься в ФШМ, тренеры М. Т. Путинцев, А. Э. Озол. В командах мастеров начал выступать в 1966 году в «Металлисте» Джамбул. В следующем году из команды, переименованной в «Восход» перешёл в АДК Алма-Ата, затем — в команду класса «А» «Кайрат». Играл в команде до 1975 года, провёл 183 матча (118 в классе «А», 1967—1969, 1971—1974), забил один гол. В 1972 году травмировал мениск. Ушёл из «Кайрата» после того, как из-за его ошибки была проиграна важная игра против «Динамо» Минск.
Обладатель Кубка международного спортивного союза железнодорожников (1971).
В 1976 году перешёл в команду второй лиги «Химик» Джамбул, где отыграл первый круг. Затем стал работать учителем физкультуры в средней школе № 16 Алма-Аты. 1977 год отыграл за «Шахтёр» Караганда и после сильного сотрясения мозга завершил карьеру.
По 10 лет работал в школе-интернате и в ЦСКА — юношеским тренером. Затем ушёл на пенсию. Среди воспитанников интерната — Фанас Салимов, Олег Литвиненко, Серик Жейлитбаев. В ЦСКА — Сабырхан Ибраев.
В 1994 году в составе сборной Казахстана бронзовый призёр Всемирных игр ветеранов в Австралии, в 1998 году — победитель игр в ОАЭ.